# ليك (ستافوردشاير)
ليك هي أبرشية مدنية في مقاطعة ستافوردشاير تقع في إنجلترا، على نهر تشورنيت. و تقع على بعد حوالي 10 أميال (16 كم) شمال شرق ستوك أون ترينت. وهي منطقة قديمة، ومنحت ميثاقها الملكي في عام 1214.

## توأمة
لليك (ستافوردشاير) اتفاقيات توأمة مع:
- استي

## أعلام
- روي فولر
- جو بوينتون
- باول أوغدن
- توني لاسي
- سيد ميلور
- جاك هايد
- تشارلز تايلور